# Ditterswind
Ditterswind ist ein Gemeindeteil des Marktes Maroldsweisach im unterfränkischen Landkreis Haßberge in Bayern.

## Geographie
Das Pfarrdorf liegt im nordöstlichen Teil des Landkreises Haßberge in einem kleinen Talkessel, der von bewaldeten Hügeln umschlossen ist. Beherrschend ist mit rund 470 Metern Höhe der im Westen befindliche Büchelberg. Um das Schloss und die Dorfkirche gruppiert sich die Ansiedlung. Durch den Ort führt die Kreisstraße HAS 42, die den Ort mit den Bundesstraßen 279 und 303 verbindet.

## Geschichte
Die Gründung des Dorfes erfolgte wohl um 800, als sich unter einem fränkischen Grundherrn Wenden ansiedelten. Die erste urkundliche Erwähnung war 1174, als der Bamberger Bischof Hermann II. ein Gut in „Ditgerswinden“ dem Frauenkloster St. Theodor in Bamberg übergab. Das Gut hatte die Pfalzgräfin bei Rhein, Gertrud von Höchstadt-Stahleck, gestiftet. Am 11. August 1182 bestätigte Kaiser Friedrich I. die Schenkung. Allerdings wird vermutet, dass sich aufgrund der Personenscheibweise die Urkunde auf ein Bamberger Lehen im Steigerwald bezieht.
Im Urbarium von 1317, einer Auflistung von Besitzungen der Henneberger beim Erwerb der Neuen Herrschaft, wurde der Ort „Ditariswyndyn“ genannt und als Ganerbendorf im Ritterkanton Baunach beschrieben. 1358 wurde ein Lutzo de „Dieterswinden“ genannt und 1373 Apel von Stein, der einen halben Zehnt zu Ditrichswinden erwarb. Die Dorfherren derer von Stein zu Altenstein prägte in den folgenden Jahrhunderten die Dorfgeschichte.
Im Jahr 1606 gehörte die Hälfte des Ortes mit 15 Häusern den Herren von Stein. Für den Rest des Dorfes waren die Freiherren von Fuchs zu Schweinshaupten und die Herren Schenk von Simau Lehensträger. Im selben Jahr verkaufte Hans Freiherr Schenk von Simau seinen Anteil dem Würzburger Bischof Julius Echter von Mespelbrunn, der seine Rechte in Ditterswind im Tausch gegen andere Liegenschaften an Wolf Dietrich von Stein abtrat. Zusätzlich übernahm Wolf Dietrich von Stein im Jahr 1608 die restlichen Anteile des Ortes von Philipp Fuchs von Schweinshaupten, womit die Herren von Stein die alleinigen Dorfherren waren. 1711 nahm Ernst Ludwig von Stein seinen Wohnsotz in Ditterswind. 1841 erwarb der Kitzinger Weingutbesitzer und Magistratsrat Carl Otto Deuster das Allodialgut für 65.000 Gulden. Die Familie Deuster baute unter Carl Ottos Sohn Carl Oskar Ditterswind zum Zentrum eines mehrere Höfe umfassenden Hofgutes aus, das schließlich nach ihrer Nobilitierung zu einem Fideikommiss umgewandelt wurde.
Anfang des 19. Jahrhunderts fertigten in Heimarbeit unter den Einwohnern fünf Familien Knöpfe aus Buchenholz oder Blei. Außerdem waren fünf Weber in einer Manufaktur tätig. Daneben gab es zwei Korbmacher und Flusssieder sowie vier Schweinehändler. Zwei Ziegelhütten produzierten jährlich 16.000 Ziegel.
1862 wurde Ditterswind in das neu geschaffene bayerische Bezirksamt Königshofen eingegliedert. 1871 zählte der Ort 354 Einwohner und 69 Wohngebäude. Im Jahr 1900 wurde die Landgemeinde dem neu gegründeten Bezirksamt Hofheim zugeordnet. Das Dorf hatte 329 Einwohner, von denen 321 evangelisch waren, und 64 Wohngebäude. Die evangelische Pfarrei und Schule waren im Ort. Die Katholiken gehörten zum Sprengel der katholischen Pfarrei im 4,5 Kilometer entfernten Gemeinfeld. 1925 zählte der Ort 331 Personen in 63 Wohngebäuden.
1950 bestanden in dem Pfarrdorf 67 Wohngebäude mit 436 Einwohnern. Im Jahr 1970 zählte Ditterswind 424, 1987 363 Einwohner sowie 83 Wohnhäuser mit 103 Wohnungen. Am 1. Juli 1972 wurde der Landkreis Hofheim aufgelöst und Ditterswind kam zum Haßberg-Kreis. Am 1. Januar 1978 folgte die Eingliederung der Gemeinde nach Maroldsweisach.

## Sehenswürdigkeiten

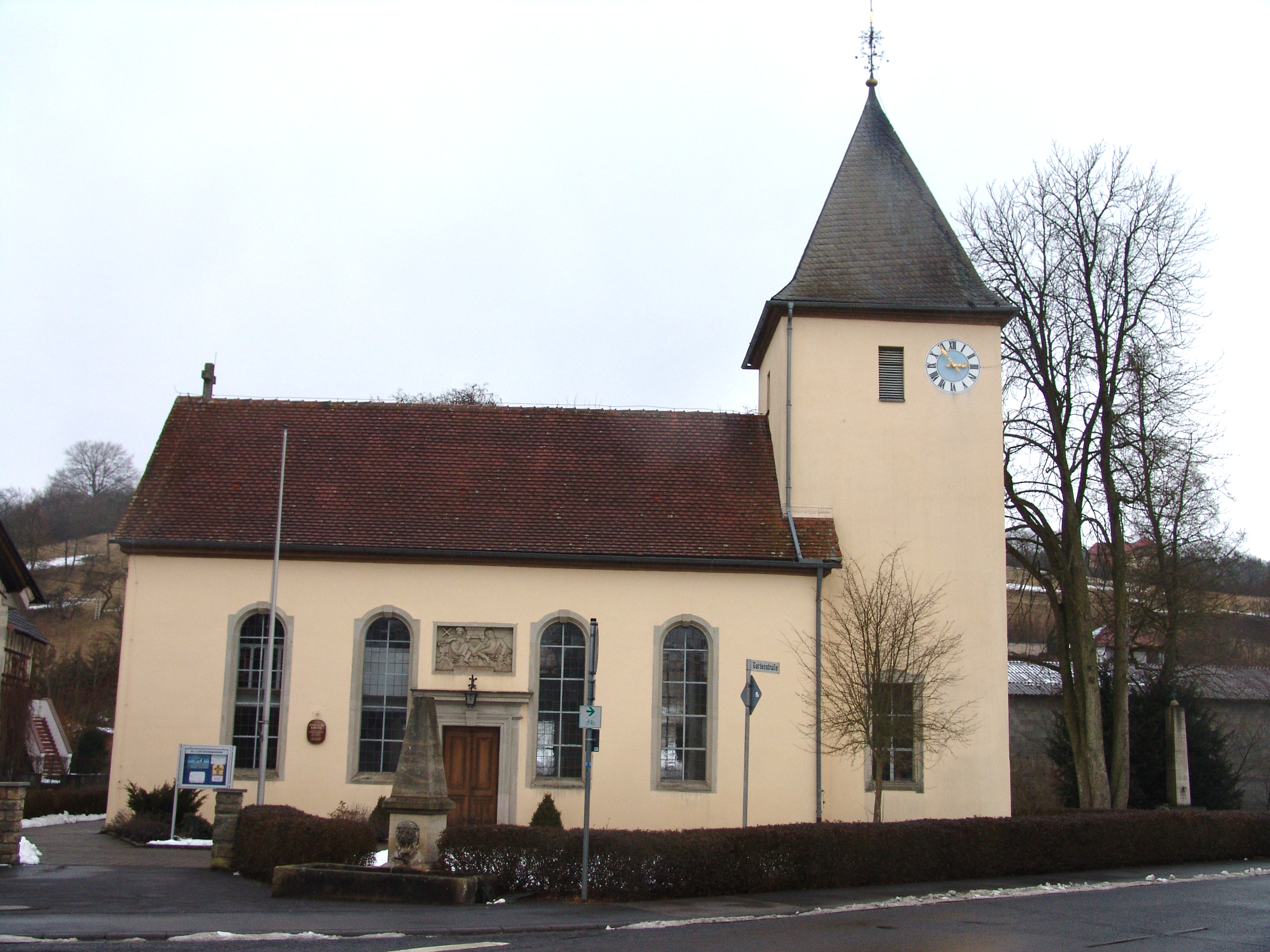
Pfarrkirche St. Nikolaus

Die evangelisch-lutherische Pfarrkirche St. Nikolaus geht bei den Grundmauern des Turmes und Resten von Langhausfundamenten auf eine Kapelle aus dem Hochmittelalter zurück. Spätestens Ende des 16. Jahrhunderts wurde die Reformation eingeführt. 1709 folgte die Trennung von der Mutterkirche in Ermershausen. 1730 ließ Ernst Ludwig von Stein die Kapelle erweitern. 1820 gehörten zum Kirchenspiel neben Ditterswind die Orte Ueschersdorf, Greßelgrund und Marbach. 1898 finanzierte der damalige Schlossherr Oskar von Deuster einen Umbau mit Verlängerung des Kirchenschiffes um vier Meter. Seitdem hat die Saalkirche ein Satteldach und der Chorturm ein Pyramidendach. Die achteckige Taufschüssel aus Zinn des Taufsteins stammt aus der vorreformatorischen Zeit.

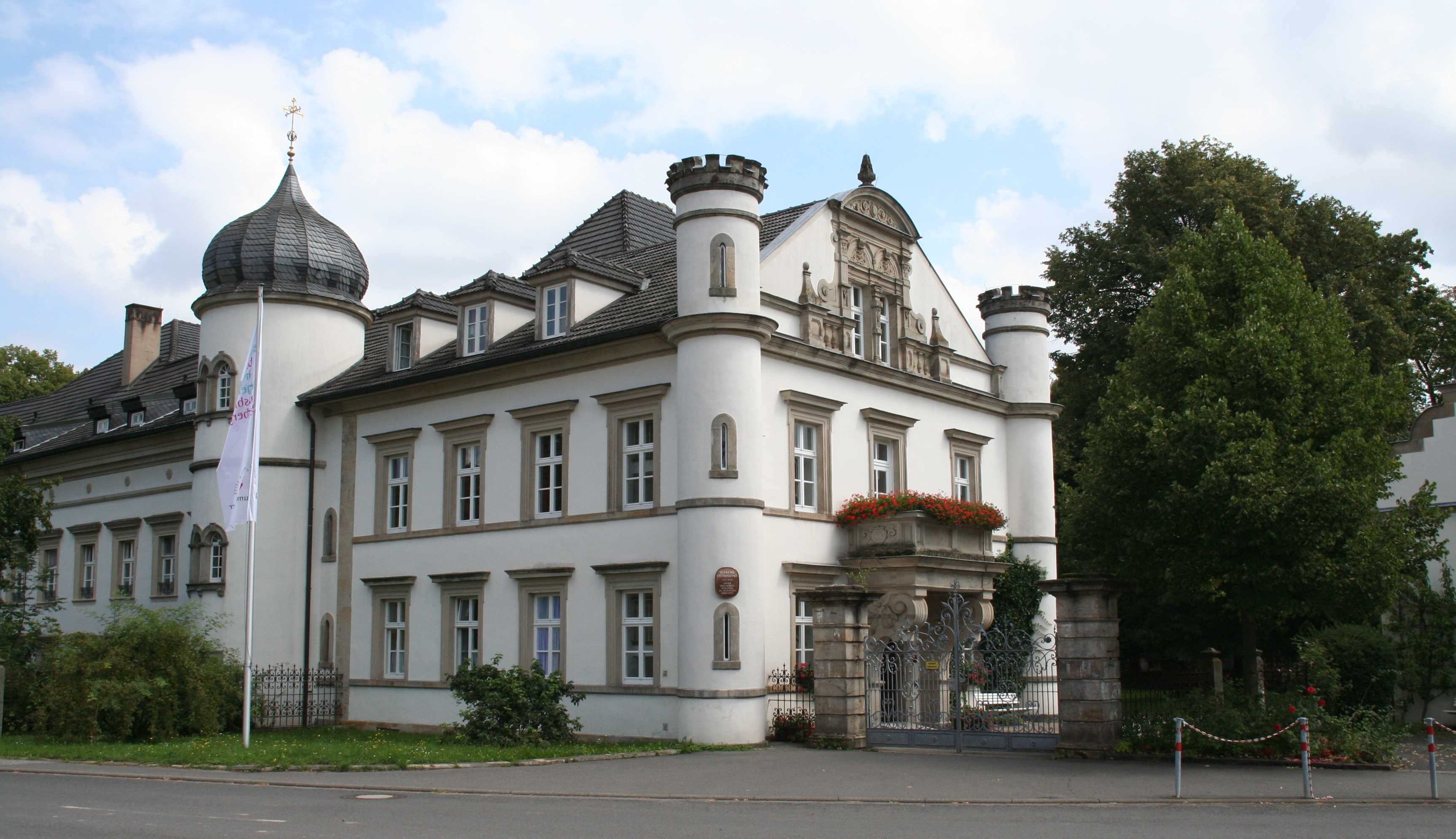
Schloss

Um 1711 begann Ernst Ludwig von Stein mit dem Neubau eines Schlosses, bei dem wohl einige Bauteile eines Vorgängerbaus einbezogen wurden. Die Bauarbeiten an der zweigeschossigen Schlossanlage waren 1743 beendet. 1880 ließ die Familie von Deuster das Anwesen erweitern und umbauen. An der Westseite wurden ein kleines Schlösschen im Stil der Renaissance angefügt und an den Ecken der Giebelfront zinnenbewehrte Türmchen errichtet. 1933 folgten einige Veränderungen. 1950 erwarben die Rummelsberger Anstalten das Anwesen und nutzten es anfangs als Kinderheim, später als Pflegeheim. 2017 wurde das Schloss an einen Unternehmer aus Oberfranken verkauft.
In der Bayerischen Denkmalliste sind insgesamt fünf Baudenkmäler aufgeführt.

## Persönlichkeiten
- Friedrich Mergner (1818–1891) war von 1851 bis 1869 Pfarrer in Ditterswind.
- Rudolf Berthold (1891–1920), erfolgreicher Jagdflieger im Ersten Weltkrieg und Träger des Ordens Pour le Mérite, wurde in Ditterswind geboren.
- Gretel Baumbach (1896–1983) war eine deutsche Politikerin (SPD) und Verbandsfunktionärin der Arbeiterwohlfahrt (AWO).